# St. Louis Cardinals
Os St. Louis Cardinals são uma equipe profissional de beisebol da Major League Baseball (MLB) que compete na Divisão Central da National League. A equipe tem sua sede em Saint Louis, Missouri, Estados Unidos e manda seus jogos no novo Busch Stadium, com capacidade para mais de 43 mil torcedores, que tem sido seu estádio desde 2006. As raízes dos Cardinals vem de um time local da National League de quem eles tomaram seu nome original, Brown Stockings. O Saint Louis se estabeleceu em 1882 como membro da American Association (AA), encurtaram seu nome para Browns na temporada seguinte e então se juntaram à National League em 1892. Também foram conhecidos como Perfectos antes de adotarem oficialmente o nome Cardinals em 1900.
Um dos times mais condecorados e bem sucedidos da MLB, os Cardinals ganharam 11 títulos da World Series, estando atrás apenas do New York Yankees com 27. Também ganharam 19 títulos da National League, e 12 títulos da divisão.

## História

### Antes dos Cardinals (1875-1881)
O beisebol profissional iniciou sua trajetória em Saint Louis com o Brown Stockings, integrando a National Association (NA), em 1875. St. Louis ingressou na National League como um dos membros fundadores, terminando aquela temporada em terceiro lugar com um retrospecto de 45-19.
A National League expulsou St Louis após 1877, devido a um escândalo de manipulação de jogos que levou a equipe a falência. Fora da liga eles continuaram jogando partidas semi-profissionalmente até 1881. Os Brown Stockings, normalmente não são considerados como parte da franquia Cardinals, porém foram o embrião parar o surgimento do time.

### American Association e Épocas Iniciais na National League (1882-1919)
Em 1882 Chris von der Ahe compra o time, reorganizando-o, e fazendo dele um dos membros fundadores da American Association (AA), liga formada para rivalizar com a National League. 1882 é genericamente conhecido como o primeiro ano de existência da franquia que viria a se chamar futuramente St. Louis Cardinals.
Na temporada seguinte o nome do time é encurtado para Browns. Logo após essa reformulação os Browns se tornam um time dominante na American Association, guiados pelo manager Charlie Comiskey, e contando com bons Jogadores como o arremessador Bob Caruthers, e o Defensor Externo Tip O'Neill.
A equipe chegou quatro vezes consecutivas ao National League versus American Association, predecessor da World Series, vencendo duas vezes consecutivas, nos anos de 1985 e 1986, ambas sobre o Chicago White Stockings, time esse que daria origem depois ao Chicago Cubs, criando assim uma grande rivalidade St. Louis versus Chicago.
A American Association foi a falência em 1891, os Browns se uniram então à National League. nesse período a equipe entrou em tremenda decadência. entre 1892 e 1919 a equipe terminou dezesseis vezes em ultimo ou penúltimo lugar na liga, sendo que em quatro temporadas acumulou mais de cem derrotas no ano. 
Os maus resultados só começariam a se reverter após 1920 com a aquisição do time por Sam Breadon.

### Renascimento com Breadon (1920-1952)
A franquia adotaria o nome de St. Louis Cardinals em 1900, porém as grandes mudanças começariam nos anos 20, quando Breadon adquire os direitos majoritários da equipe, a partir dali o time da um salto de produtividade que se consolidaria com seis World Series até 1943. 
A primeira delas viria em 1926 sobre o ótimo time do New York Yankees, de Babe Ruth. O titulo seria conquistado em uma serie de sete jogos, que terminaria com a vitória dos Cardinals por 4-3.
Em 1931 os Cardinals conquistam sua segunda World Series, dessa vez em final contra o Philadelphia Athletics. A decisão foi uma reedição da final de um ano antes, quando os Athletics venceriam em seis jogos, por 4-2. Porém em 1931 os Cardinals levariam a melhor, em uma decisão de sete jogos, mais uma vez, assim como contra os Yankees.   
Em 1934, os Cardinals chegariam ao topo do Beisebol americano novamente, a final disputada em sete jogos contra o Detroit Tigers seria decidida com uma acachapante vitória em Detroit, por 11-0. Os Cardinals seriam apelidados de "Gashouse Gang" naquela temporada, isso porque naquele ano a equipe alcançaria a marca de 95 vitórias, vencendo 18 dos seus últimos 23 jogos.
A equipe voltaria a disputar uma World Series em 1942, reeditando a final de 1926 contra os Yankees. A equipe de St. Louis venceria dessa vez em cinco jogos, coroando um ano  em que a equipe bateria a marca de 100 vitórias, chegando a 106 vitórias na temporada.
Em 1944 e 1946 o time dos Cardinals levantariam a taça mais duas vezes, vencendo o St Louis Browns e o Boston Red Sox, respectivamente. 
Em 1947 Breadon foi forçado a vender a equipe, sob seu comando os Cardinals conquistaram seis World Series e nove National Leagues, ficando na história como a era dourada dos Cardinals.

### Era Gussie Busch (1953–1989)
Em 1953 a cervejaria Anheuser-Busch comprou os direitos dos Cardinals, e August "Gussie" Busch assumiu a presidência da equipe. Como presidente teve papel fundamental na ida do St. Louis Browns para Baltimore, onde por lá mudariam o nome para Baltimore Orioles, assim os Cardinals se tornariam o único time de St. Louis na Major League Baseball.
Os anos vindouros trariam muitas alegrias para o time de St. Louis, a década de sessenta ficaria marcada pela conquista de mais duas World Series, conquistadas nos anos de 1964 e 1967.
A conquista de 1964 seria em disputa de sete jogos contra os Yankees, time que vinha dominando a MLB na época, a dominância era tão incrível que a equipe havia chegado em 14 das ultimas 16 decisões de World Series, conquistando dez títulos, porém naquele ano seriam derrotados mais uma vez pelos Cardinals, pela terceira vez na história os yankees eram derrotados pelos Cardinals na final da MLB. 
Em 1967 a disputa seria contra o Boston Red Sox, vencido pelos Cardinals em sete jogos, com o jogo decisivo sendo disputado no Fenway Park. 
Em 1968 os Cardinals chegam novamente a final, mas dessa vez são derrotados pelo Detroit Tigers, após esse ano só voltariam a uma World Series na década de 80, disputariam naquela década três decisões, em 1982,1985 e 1987, nas duas ultimas seriam derrotados pelo Kansas City Royals e pelo Minnesota Twins, respectivamente.
Em 1982 conquistariam a ultima World Series da era Gussie Bush, sobre o Milwaukee Brewers, em uma serie de sete jogos.
August "Gussie" Busch morreria em 1989, deixando assim o controle do time para cervejaria Anheuser-Busch.

### Era Bill DeWitt (1996–Presente)
Após a morte de Busch, a cervejaria ficaria cuidando dos negócios do clube até 1996, anos que seriam discretos para o time. Em 1996 a cervejaria vende os direito do clube para  William DeWitt, Jr. Depois que Dewitt assume a presidência, o clube passa por algumas reformulações, Tony La Russa assume o cargo de manager e varias mudanças internas são feitas. 
Essas mudanças começam a surtir efeito no inicio dos anos 2000, após uma década de noventa apagada a equipe vence a National League em 2004, voltando a World Series, essa que ficaria conhecida como aquela que colocaria um fim ao jejum de títulos do Boston Red Sox, a equipe de Boston decidiria a disputa com um 4-0, conquistando um titulo que não vinha desde 1918, deixando os Cardinals com o vice campeonato, time esse dos Cardinals que contava com Jim Edmonds, Albert Pujols, Scott Rolen e Chris Carpenter.
Porém em 2006 a equipe retornaria a World Series, dessa vez para levantar pela decima vez a competição, o time encontraria o Detroit Tigers na final e venceria em cinco jogos.
Em 2011 o time repetiria a dose e levantaria sua decima primeira e ultima World Series, em final contra o Texas Rangers que buscava o titulo inédito da competição, a final foi decidida em sete jogos. No jogo três da disputa, Albert Pujols anotaria três home-runs, feito alcançado na história por apenas outros três jogadores, Reggie Jackson, Babe Ruth e Pablo Sandoval. Após essa conquista La Russa anunciaria sua aposentadoria, terminando sua trajetória em St. Louis com 1408 vitórias, o maior número de um manager na história da franquia. 
Com a saída de La Russa, quem o substitui na condição de manager é Mike Matheny, com ele o time chegaria em 2013 a mais uma World Series, perdendo para o Boston Red Sox na final. Depois disso a equipe entra em decadência, sendo ofuscado em sua divisão pelo Chicago Cubs. Mike Matheny é demitido em 2018 após 6 temporadas e meia, sendo substituído por Mike Shildt. 
Na temporada de 2019 a equipe chega novamente aos playoffs, indo até a final de divisão, porém acaba derrotado pelo Washington Nationals, que futuramente conquistaria o titulo.

## Estádio

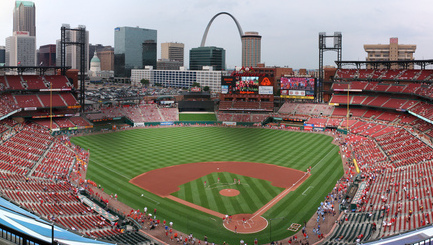
Vista panorâmica do Busch Stadium.

O St. Louis Cardinals realiza seus jogos no Busch Stadium, que começou a ser construído em 2004 e foi inaugurado em 2006, o estádio tem capacidade para um pouco mais de 45.000 espectadores. Na temporada inaugural de sua nova casa em 2006, os Cardinals terminaram a temporada com o título da World Series. O público recorde do estádio em um jogo dos Cardinals, foi no decisivo jogo 7 da final da World Series em 2011, quando 47.399 pessoas acompanharam a vitória do time do Missouri sobre o Texas Rangers. O nome do estádio é uma homenagem ao ex dono da franquia August "Gussie" Busch, que presidiu o time de 1953 até sua morte em 1989.
O novo Busch Stadium, é o quinto estádio na história do clube. O primeiro estádio que a equipe utilizou para mandar seus jogos, foi Sportsman's Park I, onde a equipe atuou por dez anos, nos seus primórdios. Depois disso o time passou a mandar seus jogos no Robison Field, mudando para o Sportsman's Park III em 1920, atuando até 1966, e por fim o time jogou no Busch Stadium II de 1966 até 2005.